# العلاقات الإكوادورية الطاجيكستانية
العلاقات الإكوادورية الطاجيكستانية هي العلاقات الثنائية التي تجمع بين الإكوادور وطاجيكستان.

## مقارنة بين البلدين
هذه مقارنة عامة ومرجعية للدولتين:
| وجه المقارنة                                              | الإكوادور                      | طاجيكستان                          |
| --------------------------------------------------------- | ------------------------------ | ---------------------------------- |
| المساحة (كم2)                                             | 283.56 ألف                     | 143.10 ألف                         |
| عدد السكان (نسمة)                                         | 16.62 مليون                    | 8.92 مليون                         |
| الكثافة السكانية (ن./كم²)                                 | 58.61                          | 62.33                              |
| العاصمة                                                   | كيتو                           | دوشنبه                             |
| اللغة الرسمية                                             | اللغة الإسبانية، كيشوا ‏، شوار ‏ | اللغة الطاجيكية                    |
| العملة                                                    | دولار أمريكي، سوكري إكوادوري   | ساماني طاجيكي، الروبل الطاجيكستاني |
| الناتج المحلي الإجمالي (بليون دولار)                      | 103.06 مليار                   | 7.15 مليار                         |
| الناتج المحلي الإجمالي (تعادل القوة الشرائية) بليون دولار | 185.24 مليار                   | 24.03 مليار                        |
| الناتج المحلي الإجمالي الاسمي للفرد دولار أمريكي          | 6.21 ألف                       | 925                                |
| الناتج المحلي الإجمالي للفرد دولار أمريكي                 | 11.37 ألف                      | 2.69 ألف                           |
| مؤشر التنمية البشرية                                      | 0.746                          | 0.624                              |
| رمز المكالمات الدولي                                      | +593                           | +992                               |
| رمز الإنترنت                                              | .ec                            | .tj                                |
| المنطقة الزمنية                                           | 00                             | ت ع م+05:00                        |

## منظمات دولية مشتركة
يشترك البلدان في عضوية مجموعة من المنظمات الدولية، منها:
| علم المنظمة | اسم المنظمة                        | تاريخ انضمام الإكوادور | تاريخ انضمام طاجيكستان |
| ----------- | ---------------------------------- | ---------------------- | ---------------------- |
|             | مؤسسة التنمية الدولية              | 7 نوفمبر 1961          | 4 يونيو 1993           |
|             | مؤسسة التمويل الدولية              | 20 يوليو 1956          | 2 ديسمبر 1994          |
|             | منظمة حظر الأسلحة الكيميائية       | ?                      | ?                      |
|             | الأمم المتحدة                      | 21 ديسمبر 1945         | 2 مارس 1992            |
|             | الاتحاد الدولي للاتصالات           | 17 أبريل 1920          | 28 أبريل 1994          |
|             | منظمة الشرطة الجنائية الدولية      | ?                      | ?                      |
|             | البنك الدولي للإنشاء والتعمير      | 28 ديسمبر 1945         | 4 يونيو 1993           |
|             | الاتحاد البريدي العالمي            | ?                      | ?                      |
|             | وكالة ضمان الاستثمار متعدد الأطراف | 12 أبريل 1988          | 9 ديسمبر 2002          |
|             | يونسكو                             | 22 يناير 1947          | 6 أبريل 1993           |
|             | الفريق المعني برصد الأرض           | ?                      | ?                      |

## وصلات خارجية
- موقع وزارة الخارجية الإكوادورية